# Gwiazdozbiór Pegaza
Pegaz (łac. Pegasus, dop. Pegasi, skrót Peg) – duży i wyraźny gwiazdozbiór leżący na północnej półkuli nieba. Liczba gwiazd dostrzegalnych nieuzbrojonym okiem: około 100. Widoczny w Polsce od lata do jesieni. Jest to jeden z 48 gwiazdozbiorów opisanych przez Ptolemeusza, siódmy pod względem wielkości na niebie.

## Mity i legendy

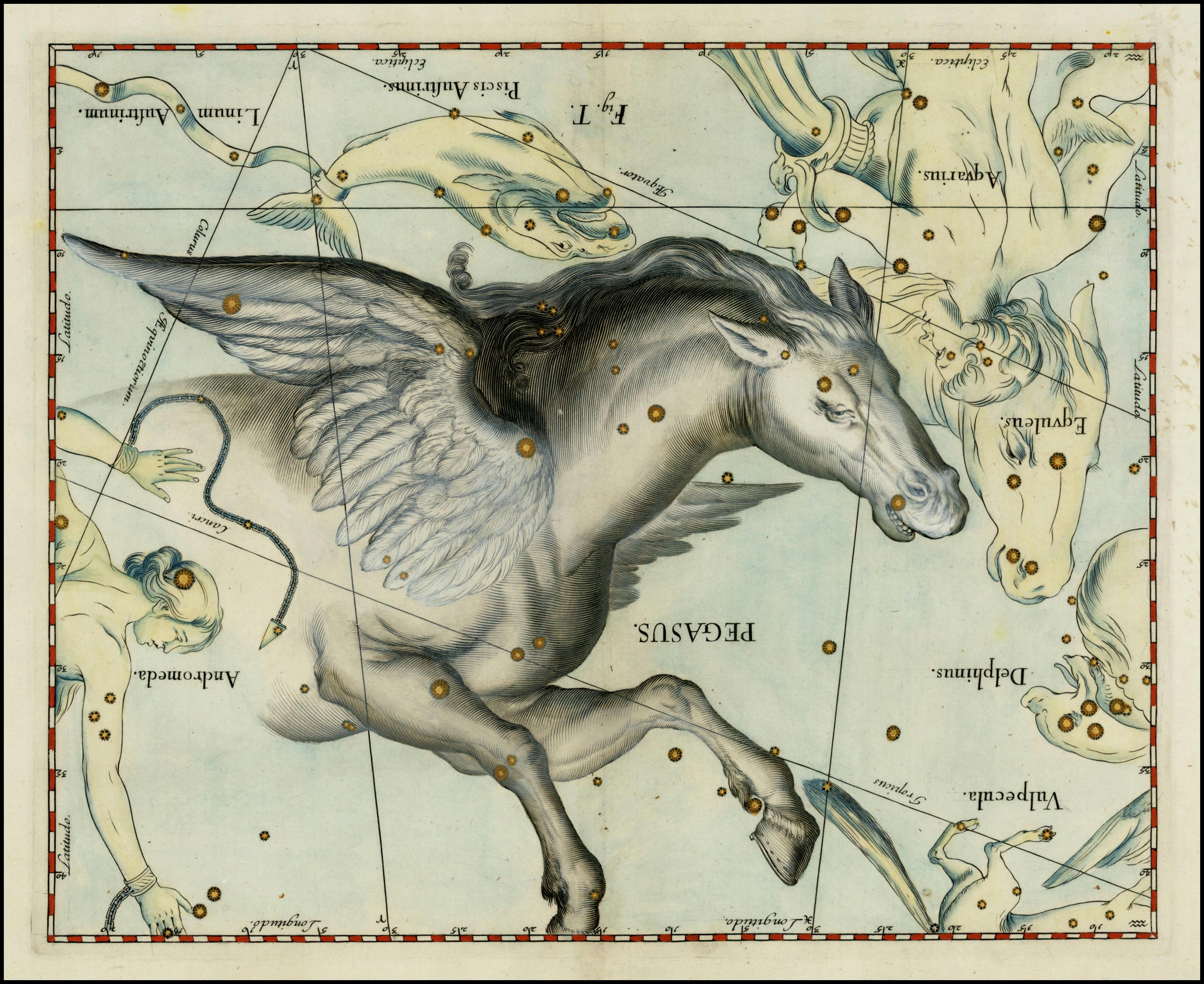
Ilustracja Jana Heweliusza

Historia skrzydlatego konia jest powiązana z dwoma greckimi herosami: Perseuszem i Bellerofontem oraz z Zeusem.
1. Wyobraża mitologicznego skrzydlatego rumaka, powstałego z krwi Meduzy uśmierconej przez Perseusza, który dosiadając go przybył z pomocą księżniczce Andromedzie. Po narodzinach odleciał na górę Helikon, zamieszkaną przez muzy. Za uderzeniem kopyta Pegaza, wytrysnęło źródło natchnienia poetów Hippokrene u podnóża gór Helikon. Po śmierci Zeus umieścił go na niebie. Na mapach nieba postać Pegaza przedstawia tylko połowę tułowia z głową i skrzydłami[2].
2. Kiedy Perseusz zabił gorgonę Meduzę, krople jej krwi spadły na ziemię i spłodziły skrzydlatego konia Pegaza. Dalsza historia Pegaza związana jest z herosem Bellerofontem, który dzięki pomocy Ateny i otrzymanego od niej złotego wędzidła zdołał go dosiąść. Razem doświadczyli wielu przygód. Bellerofont zademonstrował wartość sił powietrznych, kiedy zabił zionącą ogniem Chimerę, potwora z głową lwa, ciałem kozy i ogonem węża, za pomocą strzał strzelając spoza zasięgu jej straszliwego oddechu. Brał również udział w wojnie przeciwko Amazonkom. Pod koniec życia Bellerofont próbował dostać się na Olimp, aby dosięgnąć bogów. Pegaz w końcu zrzucił Bellerofonta i udał się na Olimp, gdzie został przyjęty do stajni Zeusa. Do końca swoich dni służył Zeusowi, któremu przynosił grzmoty i błyskawice. Po śmierci został umieszczony przez Zeusa na niebie[1][3].

Gwiazdozbiór przedstawia tylko przednią połowę konia; jego tułów wyznaczają cztery gwiazdy, tworzące asteryzm zwany Wielkim Kwadratem Pegaza. Jedna z nich, niegdyś oznaczana jako δ Pegasi, należy obecnie do konstelacji Andromedy.

## Jak odnaleźć konstelację
Gwiazdy Alfa, Beta, Gamma Pegaza oraz Alfa Andromedy tworzą charakterystyczny kwadrat. Gwiazdozbiór z Polski najlepiej widać od września do grudnia. Najłatwiej jest między godziną 20.00 a 24.00 najpierw odszukać Andromedę, a następnie, przesuwając się na zachód od Alfy Andromedy, odnaleźć pozostałe gwiazdy wchodzące w skład Pegaza.

## Najjaśniejsze gwiazdy
Trzy spośród najjaśniejszych gwiazd konstelacji, wraz z Alfa (α) Andromedae, która wcześniej (jako Delta (δ) Pegasi) należała do Pegaza, tworzą obszerny Wielki Kwadrat Pegaza, znany też jako „kwadrat jesienny”, a wraz z pozostałymi dwiema najjaśniejszymi gwiazdami Andromedy układają się w kształt podobny do Wielkiego Wozu.
- Markab (α Peg) – jest to olbrzym o typie widmowym B9,5 III, jasność 2,49m, odległość 140 lat świetlnych. Markab – po arabsku „ramię”.
- Scheat (β Peg) – czerwony olbrzym, półregularna gwiazda zmienna, posiada wyraziste linie metali w widmie, typ widmowy M2II-III, który wykazuje długookresowe pulsacje. Jasność widzialna waha się od 2,31 do 2,74m, odległość 199 lat świetlnych. Scheat po arabsku znaczy goleń.
- Algenib (γ Peg) – gwiazda zmienna, typ widmowy B2IV, jasność 2,87m do 2,89m, odległość 333 lata świetlne.
- Enif (ε Peg) – pomarańczowy nadolbrzym, typ widmowy K2Ib, jasność 2,38m, odległość 670 lat świetlnych, temperatura powierzchni 4500 K.
- Matar (η Peg) – olbrzym, typ widmowy G2II-III, jasność 2,93m, odległość 215 lat świetlnych.
- Homam (ζ Peg) – typ widmowy B8,5V, jasność 3,41m, odległość 208 lat świetlnych, temperatura powierzchni 20 000 K.

## Układy podwójne
- Gwiazda Epsilon (ε) Pegasi znana jako Enif (po arabsku „nos”), jest układem podwójnym, w którym jeden ze składników to nadolbrzym późnego typu widmowego K2. Wykazuje długookresowe pulsacje w zakresie zmienności widzialnej od 0,7 do 3,5m. Drugi składnik jest znacznie słabszy, jego jasność widzialna to 9m[3].

## Inne ciekawe obiekty
- M15 (NGC 7078) – to gromada kulista leżąca niedaleko Enifa (nosa pegaza), odkryta w 1746 roku przez Jean-Dominique’a Maraldiego. Oddalona o około 33 000 lat świetlnych i zajmuje na niebie obszar o średnicy 18′. Jej jasność widzialna 6,20 m. Znajduje się na granicy widzialności nieuzbrojonym okiem, ale można ją bez trudu zobaczyć przez lornetkę[4]. Wewnątrz tej gromady znajduje się 112 gwiazd zmiennych.

### Galaktyki
- NGC 7331 – jedna z jaśniejszych galaktyk spiralnych, które nie zostały włączone do katalogu Messiera. Została odkryta przez Williama Herschela w 1784 roku. Mimo niewielkiego nachylenia płaszczyzny dysku względem Ziemi, widoczna jest wyraźna struktura spiralna tej galaktyki. Jej jasność widzialna to 9,7 m. Zajmuje obszar na niebie o rozmiarach 10,5 na 3,7′[3].
- Odkryta w 1877 roku nieopodal niej grupa pięciu galaktyk, została nazwana od nazwiska odkrywcy Kwintetem Stephana. Cztery z nich: NGC 7317, NGC 7318A i B oraz NGC 7319 związane są ze sobą grawitacyjnie, zaś piąta znajduje się bliżej nas.

### Planeta w Pegazie
W 1995 roku odkryto krążącą wokół gwiazdy 51 Pegasi planetę 51 Pegasi b, której masa wynosi co najmniej 0,47 masy Jowisza. Sama gwiazda jest bardzo podobna do Słońca, to podolbrzym o typie widmowym G2 i masie równej 1,11 masy Słońca. Gwiazda oddalona jest o około 48 lat świetlnych. Jej promień to prawie 1,27 promienia Słońca, a temperatura na jej powierzchni wynosi 5793 K.

## Rój meteorów
Z konstelacji w drugim tygodniu lipca promieniują meteory roju Pegazydów. Związane są prawdopodobnie z kometą Bradfielda odkrytą w 1979 roku. Jest to słaby rój, dający zaledwie kilka zjawisk w ciągu godziny.